# 诺阿詹·阿兹
诺阿詹·阿兹 （1995年1月3日—），是一名马来西亚职业足球运动员，现效力于马来西亚足球超级联赛的斯里彭亨足球俱乐部。同时也代表马来西亚国家足球队，司职中场。

## 荣誉

### 俱乐部
斯里彭亨
- 马来西亚杯冠军：2018

### 国家队
马来西亚U23
- 东南亚运动会银牌：2017